# La Spigolatrice

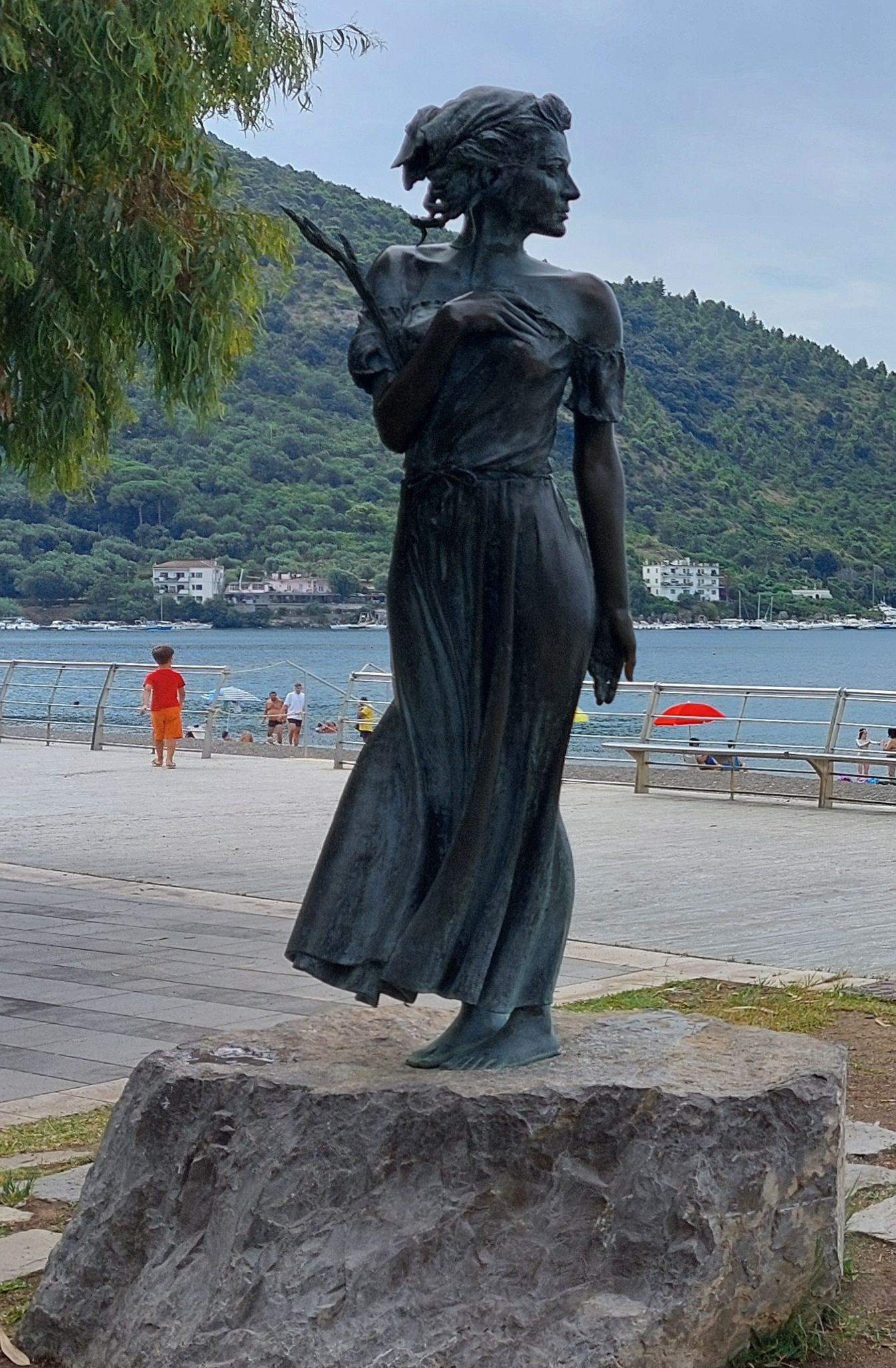

La Spigolatrice é uma estátua de Emanuele Stifano, instalada em Sapri, Itália. A obra de arte retrata uma mulher do poema de Luigi Mercantini, “La Spigolatrice di Sapri”.  
Foi inaugurada em 26 de setembro de 2021

## Polemica
Na inauguração da estátua, houve quem opinasse que a obra em questão é muito sexy e, portanto, ofensiva para as mulheres, principalmente no contexto de época, quando essas mulheres eram simples e de vestimentas modestas e comportadas conforme a época.